# Friedrich Kirchner
Friedrich Kirchner  (ur. 26 marca 1885 w Zöbigker, zm. 6 kwietnia 1960 w Fulda) – niemiecki generał, żołnierz obu wojen światowych, odznaczony Krzyżem Rycerskim z Liśćmi Dębu i Mieczami.

## Życiorys
W dniu 1 maja 1899 wstąpił do armii jako kandydat na oficera do 8 saskiego królewskiego pułku piechoty „Prinz Johann Georg”. W 1906 roku został oficerem  w tym pułku, gdzie służył do 1911 roku. W 1911 roku przeszedł do 17 pułku kawalerii, gdzie był dowódcą szwadronu. 
Po wybuchu I wojny światowej nadal dowodził szwadronem w 17 pułku ułanów. Wraz z pułkiem brał udział w walkach na froncie wschodnim, zajmując różne stanowiska w tym pułku.
Po zakończeniu I wojny światowej pozostał w wojsku będąc oficerem w 12 pułku kawalerii, gdzie służył do 1928 roku. W latach 1928–1932 był oficerem w sztabie 2 Dywizji Kawalerii Reichswehry we Wrocławiu. W 1932 roku został przeniesiony na stanowisko dowódcy szkoły pułkowej w 10 pułku kawalerii. W 1933 roku został dowódcą 11 pułku kawalerii w Prudniku i stanowisko to zajmował do 1935 roku. Wtedy został dowódcą nowo utworzonego zmotoryzowanego 1 pułku strzeleckiego, a w 1938 roku dowódcą 1 Brygady Strzelców. 
Jako dowódca 1 Brygady Strzelców wchodzącej w skład 1 Dywizji Pancernej wziął udział w atak na Polskę w 1939 roku. Po zakończeniu walk nadal dowodził brygadą, a w dniu 17 listopada 1939 roku został dowódcą 1 Dywizji Pancernej, którą dowodził w kampanii francuskiej w 1940 roku a następnie w ataku na ZSRR w składzie Grupy Armii „Północ”  na kierunku północnym. 
15 listopada 1941 roku został dowódcą LVII Korpusu Armijnego, którym dowodził także po przekształceniu w korpus pancerny do końca wojny. Korpus ten walczył froncie wschodnim, na Węgrzech, a w końcowym okresie wojny na Śląsku i Łużycach.
Po kapitulacji III Rzeszy dostał się do niewoli amerykańskiej i przebywał w obozie jenieckim do 1947 roku. Po zwolnieniu z obozu zamieszkał w Fuldzie, gdzie zmarł.

## Awanse
- podporucznik (Leutnant) (27 stycznia 1907)
- porucznik (Oberleutnant) (11 czerwca 1913)
- rotmistrz (Rittmeister) (24 czerwca 1915)
- major (Major) (1 lutego 1928)
- podpułkownik (Oberstleutnant) (1 grudnia 1932)
- pułkownik (Oberst) (1 listopada 1934)
- generał major (Generalmajor) (1 marca 1938)
- generał porucznik (Generalleutnant) (1 kwietnia 1940)
- generał wojsk pancernych(General der Panzertruppe) (1 lutego 1942)

## Odznaczenia
- Krzyż Rycerski z mieczami i liśćmi dębu (26 stycznia 1945)
- Krzyż Rycerski z liśćmi dębu (12 lutego 1944)
- Krzyż Rycerski (20 maja 1940)
- Krzyż Żelazny kl. I (26 września 1917)
- Krzyż Żelazny kl. II (1 października 1914)
- Okucia do Krzyża Żelaznego kl. I (4 października 1939)[5]
- Okucia do Krzyża Żelaznego kl. II (22 września 1939)
- Złoty Krzyż Niemiecki (22 kwietnia 1942)
- Krzyż Rycerski Orderu Wojskowego św. Henryka (19 lipca 1918)
- Krzyż Rycerski I klasy Orderu Albrechta z mieczami i koroną
- Krzyż Honorowy Weterana I wojny światowej
- Medal za Kampanię Zimową na Wschodzie 1941/1942